# 草市镇 (衡东县)
草市镇是湖南省衡阳市衡东县东南部的一个镇。原属衡山县，1966年衡东县设立后归属衡东县。该镇在明时期曾设立巡检司，目前仍是周围一个大的传统集镇，以春分大场最为有名。
2015年11月18日，草市镇、高塘乡成建制合并设立草市镇。

## 行政区划
草市镇下辖以下地区：
灵山社区、草市村、江坪村、江田村、大对河村、新洲村、坪山村、罗家寨村、桐桥村、油子塘村、丫塘村、白茅洲村、米坪村、沙港村、彭家园村、香花山村、田心村、吴家仓村、横岭村、黎盟村和山田村。